# بيتر أربو
بيتر نيكولاي أربو Peter Nicolai Arbo (1831 – 1892) رسام نرويجي تخصص في رسم اللوحات التاريخية المستوحاة من الأساطير الإسكندنافية. ومن أشهر لوحاته فالكيري.
درس الفن في مدرسة للفنون في كوبنهاغن، ثم في أكاديمية الفنون في دوسلدورف على يد كارل فرديناند زون. ثم عاد إلى النرويج بعد إتمام دراسته، وقام برفقة غودي وفريدريك كوليت برحلة في الجبال حيث رسم هناك لوحات للجبال تميزت بروعتها وجمالها.
شغل العديد من المناصب الرسمية في مجال الفن.

## روابط خارجية
- بيتر أربو على موقع ديسكوغز (الإنجليزية)